# Древние цяны
Цяны, кяны (кит. 羌) — кочевые монголоидные племена Тибета, основавшие царство Поздняя Цинь (384—417).

## Происхождение
В числе предков цянов упоминаются жуны и цюань-жуны. По одной из версий, они были прототибетцами, по другой версии — древними монголами. В этническом формировании цянов приняли участие как тибетские, так и монгольские племена. Цяны стали одной из основных предковых групп для средневековых тангутов, современных цянов и тибетцев. 
П. Б. Коновалов в трактовке Бортэ-Чино, легендарного предка монголов, как сына тибетского правителя усматривает генетические связи древних монгольских и тибетских племён.

## История
О столкновениях с племенами цян или цян-фан известно со времён династии Шан-Инь. Эти племена были западными соседями Инь. При этом цяны иногда называются в надписях северными (бэй цян). Как полагает М. В. Крюков, в конце XIII века до н. э. цяны занимали территории, некогда принадлежавшие иньцам, — западную и центральную часть Хэнани, а также, вероятно, южную часть Шаньси.
Войны с цянами упоминаются на всём протяжении позднеиньской истории, начиная с правления У Дина. При нём в экспедициях против цянов принимало участие по нескольку тысяч человек одновременно; максимальное число воинов в одном из таких походов достигло 13 тыс. Цяны не упоминаются в источниках чжоуского времени. Как полагают, цянские племена фигурируют в более поздних письменных источниках под именем «жунов».
В X—VI веках до н. э. одна из групп жунов называлась «цзян-жун» или «жуны, носящие родовое имя Цзян». Вероятно, этимологически Цзян восходит к названию «цян», точно так же как цюань-жуны чжоуского времени, по мнению исследователей, непосредственно связаны с племенами цюань-иньских надписей. Как предполагает Мэн Вэнь-тун, первые правители наследственного владения Цинь, возникшего в X—IX веках до н. э., были выходцами из племени цюаньжунов. Под ударами цюань-жунов в 771 году до н. э. пала чжоуская столица. В трактовке Н. Я. Бичурина, столица была захвачена монгольским поколением цюань-жун и цянов.

### Поздняя Цинь

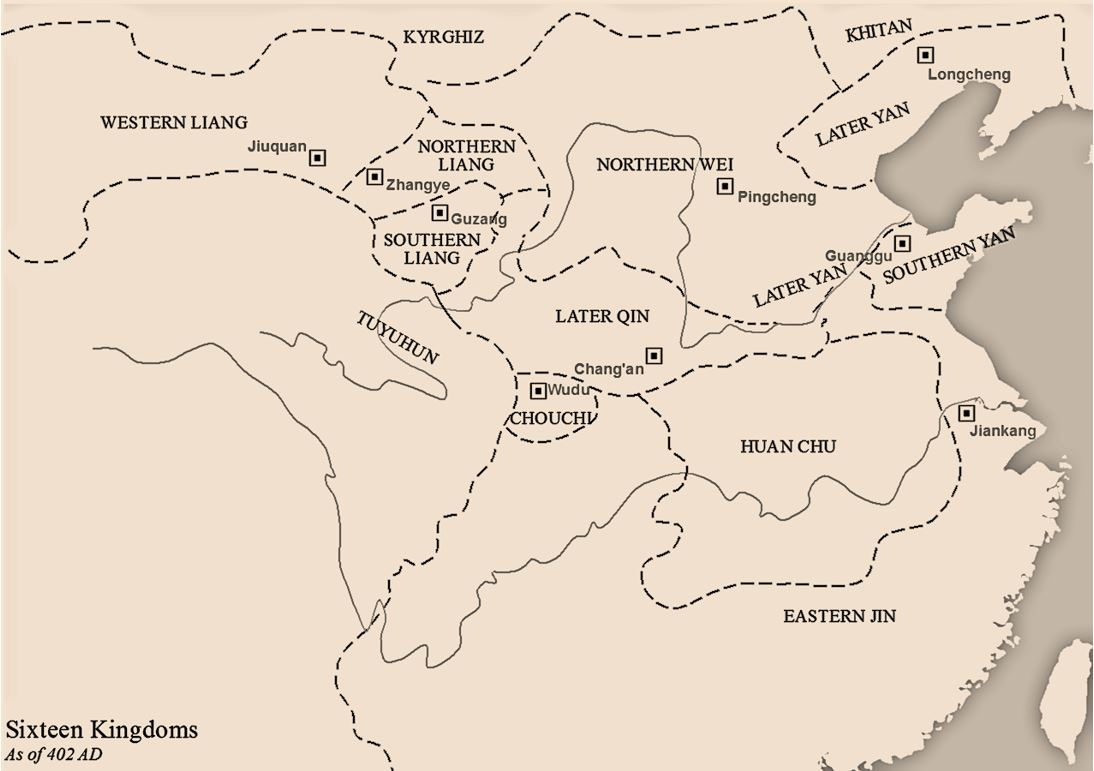
Шестнадцать варварских государств

Статуя Юя Великого в Вэнчуане

Основатель династии Поздняя Цинь — Яо Чан был двадцать четвёртым сыном Яо Ичжуна. Ичжун был цяном из Читина (местность к западу от Лунси) в округе Наньань. Его предки являлись потомками рода Ю-юй. Согласно «Истории династии Цзинь», император Юй пожаловал младшему сыну Шуня земли среди западных жунов, и его потомки из поколения в поколение были вождями цянов.
Яо Чан был полководцем на службе императора Ранней Цинь Фу Цзяня. Будучи военачальником Фу Цзяня, неоднократно совершал крупные подвиги. Однако в битве с мужунами погибает сын Фу Цзяня, Фу Жуй. Не послушав совета Яо Чана, Фу Жуй решил преследовать отступающего Мужун Хуна, но потерпел поражение и был убит. Это крайне разгневало Фу Цзяня и Яо Чан, испугавшись, что его казнят, поднял мятеж. После этого Яо Чан в 384 году объявил себя великим военачальником, великим шаньюем, присвоил титул Ваньнянь Цинъ-ван (Правитель династии Цинь на вечные времена). Фу Цзянь по приказу Яо Чана был взят в плен военачальником У Чжуном и был в итоге казнён. В 386 году Яо Чан занял Чанъань и провозгласил себя императором.
Яо Чану наследовал его сын Яо Син. Он был довольно удачливым правителем. Вступив на престол в 394 году, разбил войска династии Ранняя Цинь, что способствовало его быстрому усилению. В 398 году отобрал у династии Цзинь города к северу от рек Хуайшуй и Ханьшуй. В 403 году уничтожил династию Поздняя Лян.
После смерти Яо Сина правил его старший сын Яо Хун. Он был почтителен к родителям, дружественно относился к братьям, отличался великодушием и мягкостью, но не обладал способностями, позволяющими управлять государством, к тому же страдал многими болезнями. В период его правления в 417 году Поздняя Цинь была разгромлена империей Цзинь.